# Chytonix viridimusca
Chytonix viridimusca är en fjärilsart som beskrevs av Smith 1899. Chytonix viridimusca ingår i släktet Chytonix och familjen nattflyn. Inga underarter finns listade i Catalogue of Life.